# Johanniskirche (Eberswalde)

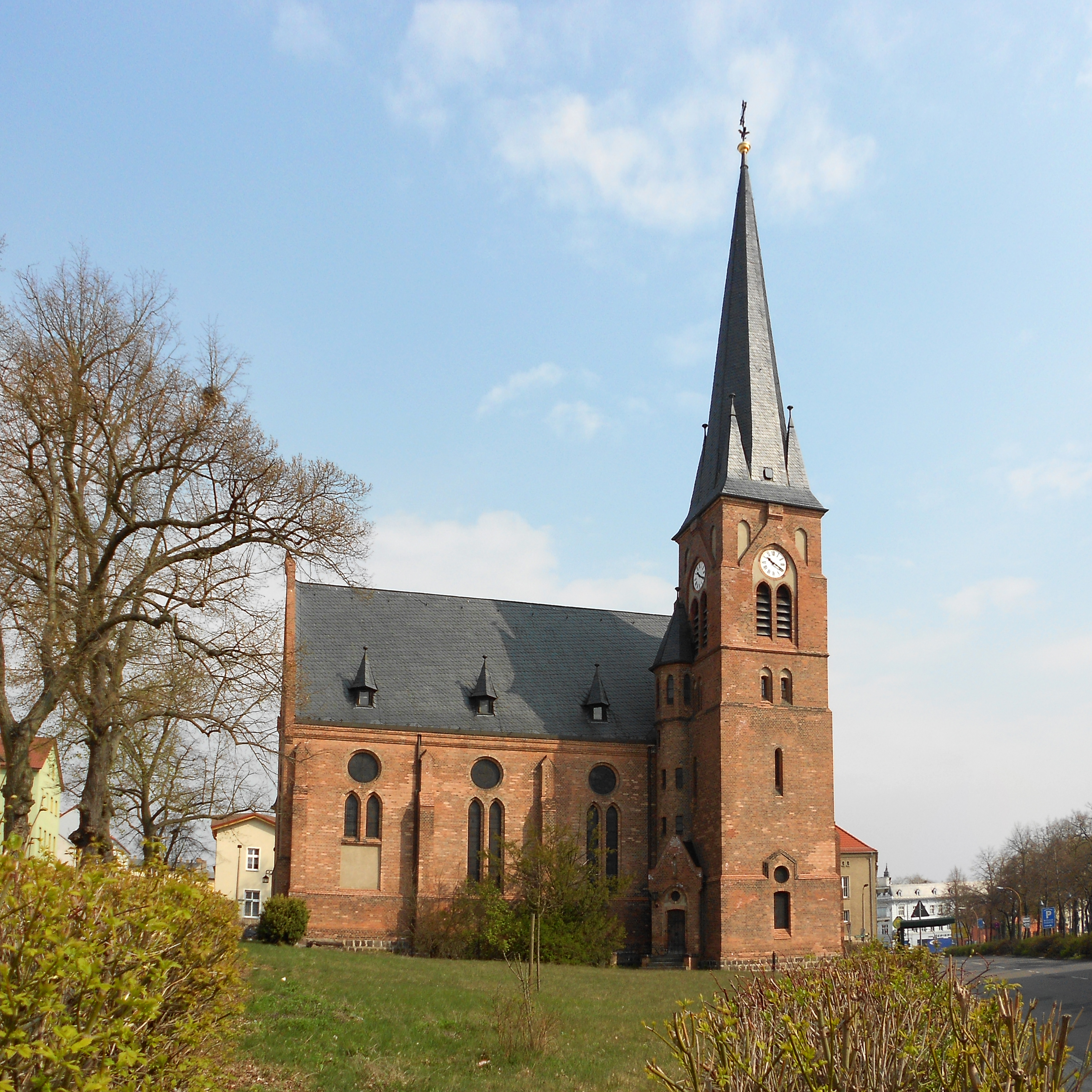
St. Johanniskirche, Eberswalde: Südseite

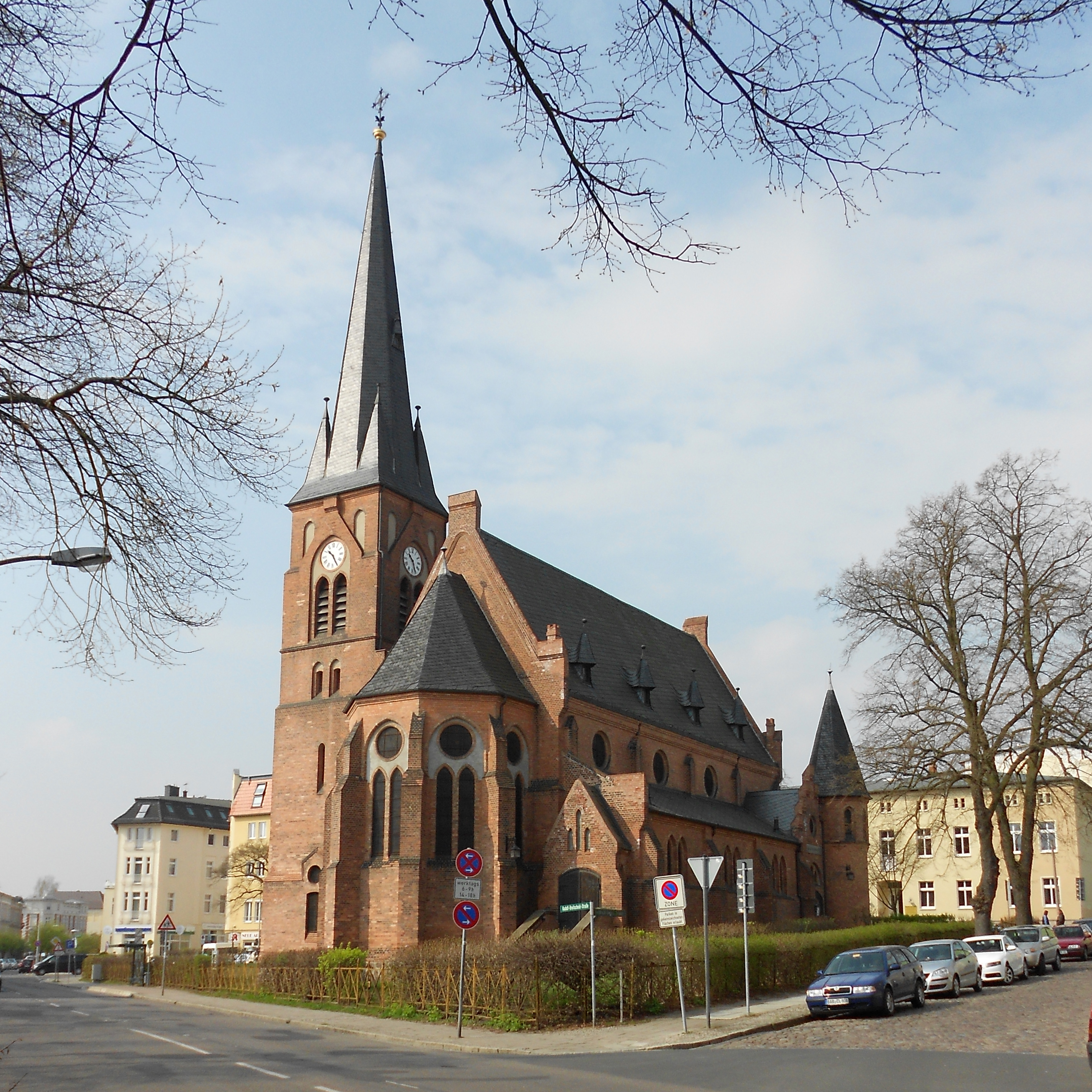
Nordseite

Die Johanniskirche (Evangelische Kirche St. Johannis – benannt nach dem Evangelisten Johannes) ist ein Kirchengebäude im neugotischen Stil in der Stadt Eberswalde. Sie wurde ab 1891 errichtet und 1894 eingeweiht. Sie befindet sich im Stadtzentrum an der Ludwig-Sandberg-Straße, die Gemeinde gehört zur Evangelischen Stadtkirchengemeinde Eberswalde im Kirchenkreis Barnim der Evangelischen Kirche Berlin-Brandenburg-schlesische Oberlausitz.

## Entstehung
Nach den Einwanderungen Schweizer und hugenottischer Emigranten gründete sich in Neustadt-Eberswalde ab 1693 die evangelisch-reformierte St.-Johannis-Gemeinde. Ab 1717 verfügte sie über eine eigene Fachwerkkirche auf dem Marktplatz. Nachdem diese zunehmend baufällig geworden war, veranstaltete der Architekten-Verein zu Berlin unter seinen Mitgliedern 1885 einen Wettbewerb für einen Neubau für die inzwischen der lutherischen Schwestergemeinde St. Maria Magdalenen angeschlossene Gemeinde. Der Entwurf von Hugo Hartung und Richard Schultze gewann den 1. Preis wurde aber nicht ausgeführt. Zur Ausführung kam stattdessen ab Oktober 1891 an dem neuen Standort auf dem Eberswalder Alsenplatz (heute Karl-Marx-Platz) der Entwurf von Baurat Robert Thiem mit Detailentwürfen des Berliner Architekten Ernst Milde. Mit der Bauausführung war die Firma Paul Arendt in Eberswalde betraut.

## Geschichte
Die offizielle Grundsteinlegung erfolgte im April 1892. Nach einer Bauzeit von 25 Monaten konnte die Kirche am 3. Oktober 1894 feierlich eingeweiht werden. Anlässlich einer umfangreichen Renovierung 1928 wurde die Farbgebung des Innenraums erneuert und die Gasbeleuchtung durch elektrisches Licht ersetzt.
Ein Bombardement im April 1945 beschädigte die Kirche erheblich. Bis 1951 wurden die Kriegsschäden an der Außenhaut behoben. Das Dach, insbesondere die Dachrinnen, sowie das Mauerwerk konnten nur provisorisch repariert werden. Die zerstörte Bleiverglasung der Kirchenfenster wurde mit Fensterteilen einer anderen Kirche ersetzt.
Von 1965 bis 1966 erfuhr der Altarraum einschließlich der Kanzel eine weitreichende Umgestaltung. 1967 erhielt die Kirche eine neue Orgel.
In den 1970er Jahren stellten sich neue Bauschäden ein. Zwischen 1979 und 1986 wurden erhebliche Anstrengungen unternommen, um den weiteren Verfall der Kirche zu unterbinden. Dazu zählten die Reparatur der Heizungen und die fast vollständige Erneuerung des Glockenstuhls.
Zwischen 1993 und 1996 fanden umfangreiche Sanierungen des Dachstuhls und des Mauerwerks statt. Außerdem wurden Turm- und Kirchendach neu eingedeckt. Nach mehr als 100 Jahren wurde das Turmkreuz generalüberholt und die im Zweiten Weltkrieg beschädigte Turmkugel repariert und vergoldet. Im Frühjahr 1994 wurde die Turmuhr wieder in Betrieb genommenen mit den ursprünglichen Zifferblättern mit römischen Ziffern.
Kurz vor dem 100-jährigen Jubiläum wurde im Tragwerk des Daches der Befall mit Echtem Hausschwamm festgestellt (vermutlich eine Spätfolge der Kriegsschäden), was zur baupolizeilichen Sperrung führte. Bis zum Jubiläum im Oktober 1994 konnte aber auch dieser Schaden gesichert werden.

## Gestalt
Die Johanniskirche ist aus Backstein im neugotischen Stil errichtet und verfügt über ein Haupt- und ein Nebenschiff. Der 41 m hohe Glockenturm ist an der Südostseite an das Hauptschiff angesetzt. Ein kleinerer Turm an der Nordwestseite dient als Zugang zur Westempore. Der Chorraum (Altarraum) im Osten ist als halbrunde Apsis ebenfalls an das Hauptschiff angesetzt.

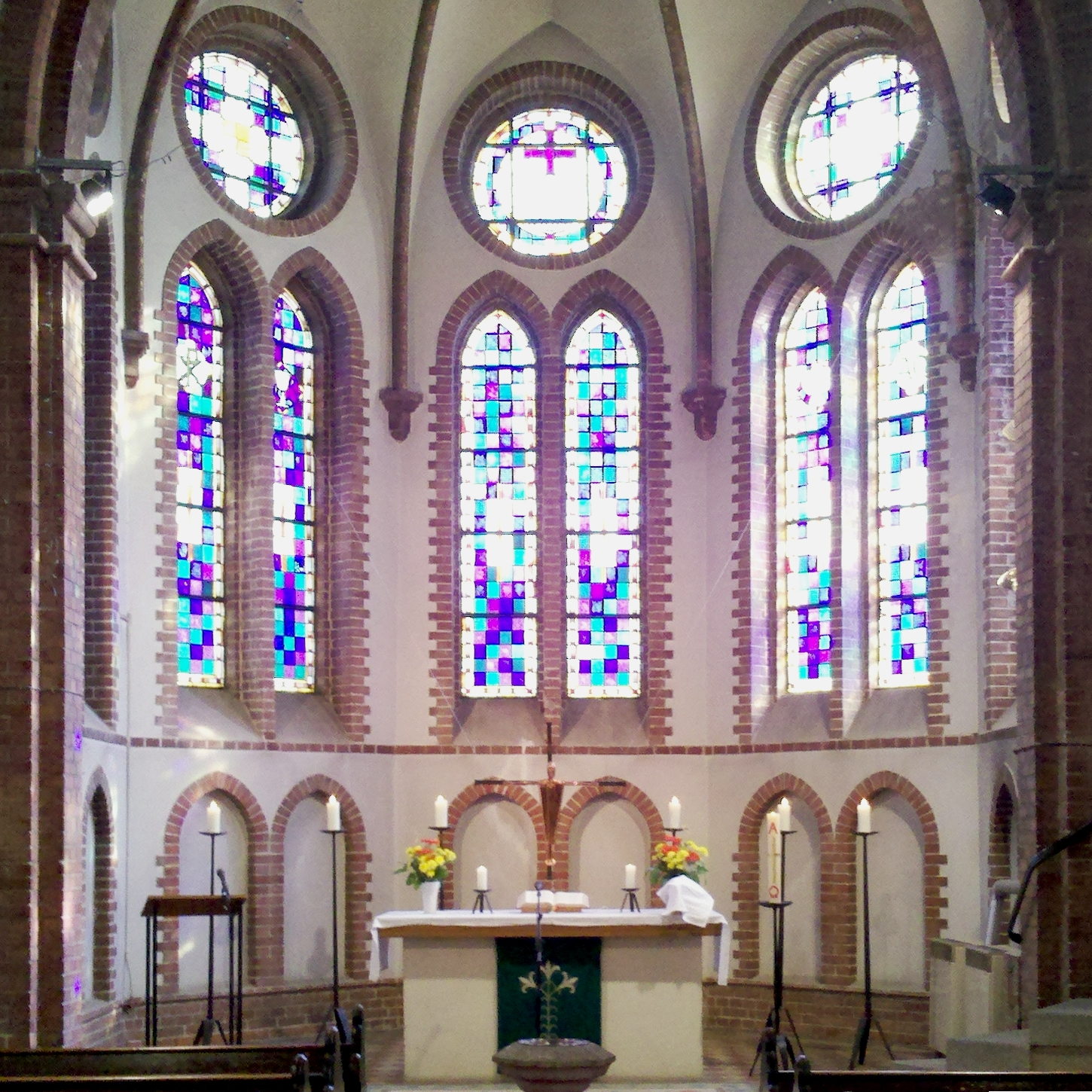
Altarraum

## Ausstattung

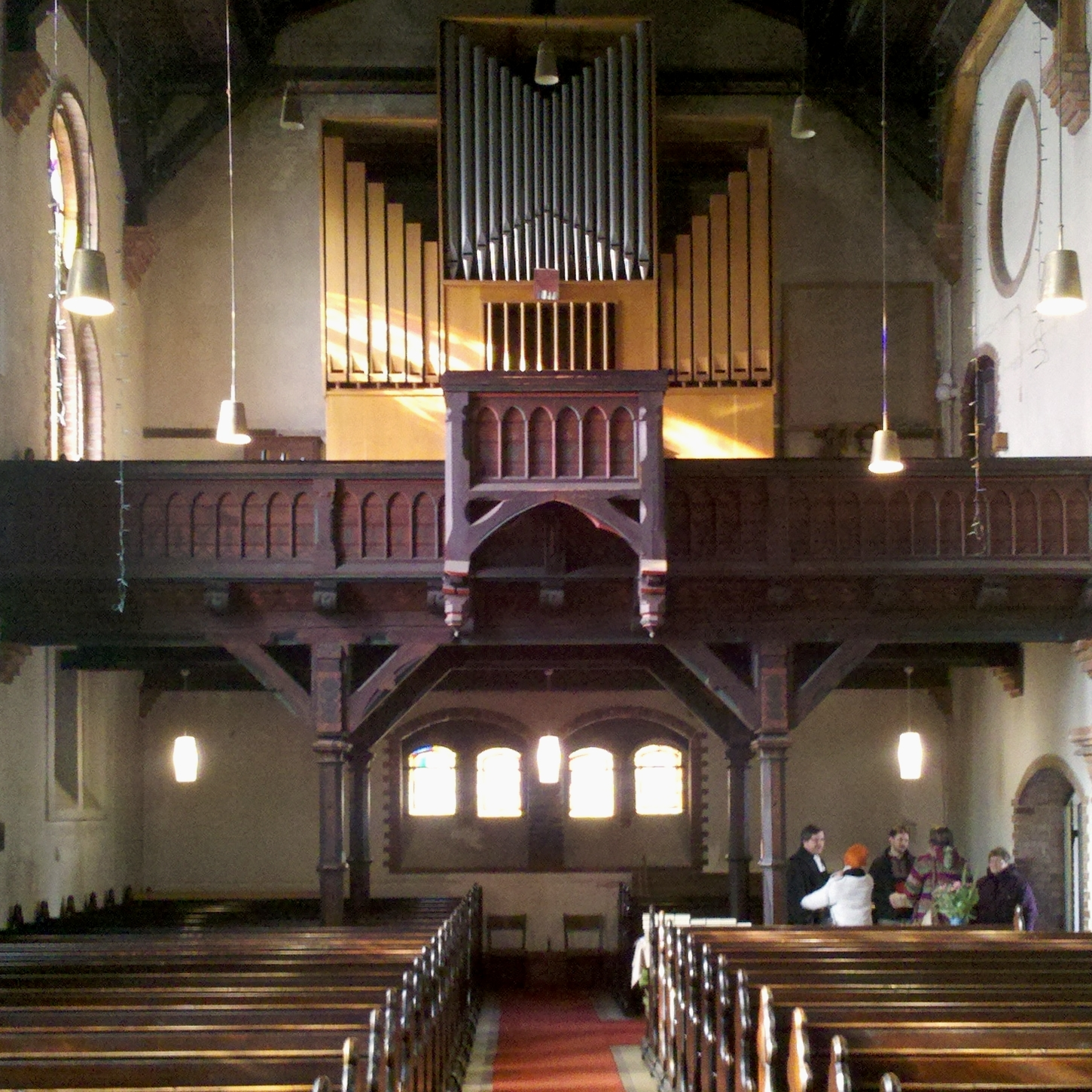
Westempore mit Eule-Orgel

Zur ursprünglichen und bis heute erhaltenen Kirchenausstattung zählen die Kirchenbänke und die Westempore mit rund 500 Sitzplätzen sowie der Taufstein aus Kalksandstein. Der Altarraum und die hölzerne Kanzel entsprechen dem sachlichen Erscheinungsbild, das mit der Renovierung 1965/66 nach Plänen des Kirchenoberbaurats Snell aus Potsdam angestrebt wurde. Über dem erneuerten Altar ist ein Kruzifix schwebend aufgehängt. Dessen Kupfercorpus stammt von dem Potsdamer Künstler Robert Kahlbaum. Das Tageslicht tritt durch farbige Mosaikfenster in der fünfseitigen Apsis und in der Südwand des Hauptschiffes in den Innenraum. An dieser Wand ist auch das ursprüngliche Altarbild Christus und Samariterin am Jakobsbrunnen des Berliner Malers Richard Martin angebracht. Außerdem steht an dieser Wand das Zitat aus dem 1. Brief des Johannes: „Lasset uns ihn lieben; denn er hat uns zuerst geliebt“ (Joh.1 4, 19).

## Orgel
Die 1894 in Betrieb genommene Orgel der Eberswalder Firma Kienscherf wurde 1967 ersetzt. Das neue mechanische Instrument des Orgelbauers Hermann Eule aus Bautzen besitzt zwei Manuale, Pedal und 19 Register, die für den Neobarock charakteristisch sind.
| I Hauptwerk C-g3 |             |       |
| 1.               | Prinzipal   | 8'    |
| 2.               | Gedackt     | 8'    |
| 3.               | Oktave      | 4'    |
| 4.               | Spitzflöte  | 4'    |
| 5.               | Waldflöte   | 2'    |
| 6.               | Sifflöte    | 1 ⁄3' |
| 7.               | Mixtur IV-V |       |

| II Schwellwerk C–g3 |           |        |
| 08.                 | Quintatön | 8'     |
| 09.                 | Rohrflöte | 4'     |
| 10.                 | Nasard    | 2 ⁄3'  |
| 11.                 | Prinzipal | 2'     |
| 12.                 | Terz      | 1 3⁄5' |
| 13.                 | Oktave    | 1'     |
| 14.                 | Zimbel II |        |
| 15.                 | Krummhorn | 8'     |
|                     | Tremulant |        |

| Pedal C–f1 |                  |     |
| 16.        | Subbaß           | 16' |
| 17.        | Weitgedackt      | 08' |
| 18.        | Zink III         |     |
| 19.        | Choralmixtur III |     |

- Koppeln: II/I, I/P, II/P

## Geläut
Zur Einweihung bekam die Kirche 1894 drei Bronzeglocken der Zehlendorfer Glockengießerei Gustav Collier. Im Ersten Weltkrieg wurden die beiden größeren dieser Glocken zu Kriegszwecken eingeschmolzen. Anschließend lieferte der Bochumer Verein 1918/19 drei Gussstahlglocken in den Tönen fis1-ais1-cis², welche heute das Geläut der Kirche bilden. Die verbliebene Bronzeglocke wurde dabei verkauft.

## Zukunft
Die Johanniskirche wurde ab 2012 bis 2020 kaum noch von der Evangelischen Stadtkirchengemeinde Eberswalde genutzt und verfällt zunehmend. Notreparaturen werden ausgeführt, es besteht erheblicher Sanierungsbedarf. Dies betrifft sowohl die Innenrenovierung des Hauptschiffs als auch das Mauerwerk und die Dachentwässerung. Im Februar 2021 übernahm der Evangelische Kirchenkreis Barnim die Trägerschaft über die Johanniskirche und ist gewillt, die Kirche unter dem Motto „Dritter Ort. Johanniskirche retten + (anders) nutzen“ zu sanieren. Seitdem läuft eine Erprobungszeit, die vom „Forum Johanniskirche“, einer Bürgerbeteiligungsplattform, begleitet wird. Lesungen, Konzerte, Poetry Slam, Theater, Ausstellungen und viele andere Angebote finden seit dem statt. Johannis soll eine Kiez- und Veranstaltungskirche werden, ein offener Ort der Stille mit einer Pilgerstation (mit bereits zur Verfügung stehender Pilgerstube zum Übernachten). Es wurde eine Machbarkeitsstudie vom Berliner Architekturbüro adb erstellt und diese der Öffentlichkeit am 30. August 2019 vorgestellt. Weitere Planungen erfolgten, ein Bauantrag ist gestellt. Es ist geplant, die Kirche mit einem Ergänzungsbau zu versehen, um eine multifunktionale Nutzung zu ermöglichen. Es soll so ein Kultur- und Bildungsort, ein Ort der Stille, ein Veranstaltungsort bis 200 Personen und eine Station für Pilgerinnen und Pilger entstehen. Im Ergänzungsbau werden Küche, eine barrierearme Toilette, Büro- und Sitzungsräume und im Keller Toiletten- und Lagerräume untergebracht sein. Die Kirche bleibt weiterhin als solche gewidmet. Das Bauvorhaben wird aus Mitteln des Europäischen Fonds für Regionale Entwicklung (EFRE) gefördert. Der Baubeginn der Sanierung und des Umbaus der Kirche sowie des Erweiterungsbaus ist für September 2025 geplant.